# جايمس ساندس
جايمس ساندس (بالإنجليزية: James Sands)‏ (6 يوليو 2000 بري في الولايات المتحدة - ) هو لاعب كرة قدم أمريكي في مركز الوسط. لعب مع نادي نيويورك سيتي.

## روابط خارجية
- جايمس ساندس على موقع الدوري الأمريكي (الإنجليزية)
- جايمس ساندس على موقع قاعدة بيانات كرة القدم.إي يو (الإنجليزية)
- جايمس ساندس على موقع ناشيونال فوتبول تيمز (الإنجليزية)
- جايمس ساندس على موقع Soccerway.com (الإنجليزية)
- جايمس ساندس على موقع عالم كرة القدم.نت (الإنجليزية)